# فلتبرک (جنگل سیاه)
فلتبرک در جنگل سیاه در ۱٬۴۹۳ متر (۴٬۸۹۸ فوت) بلندترین کوه در بادن-وورتمبرک و بلندترین در آلمان خارج از کوه‌های آلپ است. نام این کوه به شهر محلی فلتبرک داده شده‌است.